# كليم شيبينكو
كليم شيبينكو (مواليد 16 يونيو 1983) هو مخرج، كاتب أفلام، ممثل ومنتج روسي.